# الأشعاب (السياني)

تعديل مصدري - تعديل

الأشعاب هي إحدى قرى عزلة المجزع بمديرية السياني التابعة لمحافظة إب، بلغ تعداد سكانها 174 نسمة حسب تعداد اليمن لعام 2004.